# 米哈伊利夫卡 (斯卡多夫斯克區)
46°16′41″N 32°39′10″E / 46.27806°N 32.65278°E
米哈伊利夫卡（烏克蘭語：Михайлівка）是位於烏克蘭南部的村莊，由赫爾松州斯卡多夫斯克區的新米科萊夫卡市鎮負責管轄。該村始建於1833年，面積4.72平方公里，海拔高度31米，2001年人口2,152，人口密度每平方公里456人。